# 共立アイコム
株式会社共立アイコム（きょうりつアイコム）は、日本のWeb制作・印刷広告を主業とする株式会社である。

## 概要
情報全般を扱い、Web制作・印刷を通じ企業や自治体の広報・広告宣伝活動を支援している。ホームページや動画、チラシやリーフレット、会社案内などの制作により中央省庁、県、県内自治体、公益法人、企業等の広報・広告宣伝を支援している。本社は藤枝市に置かれ、拠点は藤枝市のほか静岡市、東京都中央区に置かれている。デザイン担当組織は3か所に、Web関連組織は静岡、東京に置かれている。印刷工場は藤枝市内に3つありカタログ・会社案内・社内報・PR誌・DM・チラシ・自費出版・ポスター・カレンダー・クオカード・PODなど、あらゆる印刷物の企画提案制作を行う。
また企画デザインから製本加工までの一貫生産システムとしている。
ホームページ、システム開発、ドローンによる動画の撮影、動画編集などをはじめとするオンラインソリューションやマーケティング、販路開拓支援、各種分析も手がけている。
2011年1月1日 社名を共立印刷株式会社から株式会社共立アイコムに変更した。

## 印刷以外のサービス
- メール配信システム
- オンライン検定＋ラーニングシステム
- オンラインSPツール作成システム
- 在庫管理＋受発注システム
- オリジナルアプリ「干支まいり」
- 「もうすぐ席が空く（仮）」特許申請中　公開状況
- 高付加価値型電子書籍
- 観光案内アプリ
- デジタルサイネージ
- ドローン撮影
- 動画撮影、編集

## 協賛・協力
- 富士山コスプレ世界大会[2]

- 世界和紅茶会議[3]

## 沿革
- 1954年 藤枝市前島3095番地に創立（資本金80万円）
- 1959年 資本金150万円に増資
- 1971年 藤枝市高柳に2,124平方メートルの工場敷地買収　（資本金450万円に増資）
- 1974年 新社屋を藤枝市高柳に建築移転（資本金900万円に増資）
- 1978年 隣接地453.3平方メートルを買収
- 1980年 資本金1,800万円
- 1981年 静岡営業所開設（現・静岡支店）
- 1983年 増築工事（320.1平方メートル）　スタジオ開設
- 1988年 新社屋（本社）を藤枝市高柳に建築移転　東京営業所開設（現・東京支店）
- 1989年 資本金2,700万円に増資
- 1990年  第一工場増築（407.8平方メートル）
- 1996年  オフセット輪転機1号機導入
- 1999年 オンデマンド印刷システム導入
- 2000年 データベースシステム導入
- 2001年 第二工場開設　オフセット輪転機2号機導入
- 2002年 東京中小企業投資育成株式会社より2,300万円の出資を受け、資本金を5,000万円に増資
- 2003年 フル装備菊全4色機増設　ISO9001:2000認証取得
- 2004年
  - ソリューション事業部を静岡市葵区栄町に開設
  - ｢共立の翼｣50周年記念誌を出版
- 2005年
  - ソリューション事業部がISMS認証基準取得
  - 新第一工場竣工
  - オフセット輪転機3号機導入
- 2006年
  - 業務拡大により東京支店を移転
  - JISQ15001認証取得
  - 株式会社共立E.M.S.設立
  - 東部事務所を開設
- 2008年　共立印刷(株)・(株)共立E.M.S.のグループ全体でISMS認証基準(JISQ27001:2006)取得　FSC森林認証取得
- 2011年　株式会社共立アイコムに社名を変更
- 2016年　楽天市場に静岡県産品販売サイト「静岡産」開設
- 2018年　本社を第1工場に移転統合

## 事業所
- 本社 - 静岡県藤枝市高柳1丁目17-23
- 東京支店 - 東京都中央区日本橋本町2-6-1　日本橋本町プラザビル5F
- 静岡支店 - 静岡県静岡市葵区栄町2-10　1192ビル5Ｆ
- 第一工場 - 静岡県藤枝市高柳1-17-23
- 第二工場 - 静岡県藤枝市高柳2311-1
- 第三工場 - 静岡県藤枝市高柳1-17-5

## 関連会社
株式会社共立EMS
Web関連のソリューションを手がける。もともと（旧）共立印刷内部の1組織であったソリューション事業部を分社独立させたもの。